# Cap und Capper
Cap und Capper (Originaltitel: The Fox and the Hound), in Deutschland ursprünglich unter dem Titel Cap und Capper – Zwei Freunde auf acht Pfoten veröffentlicht, ist ein US-amerikanischer Zeichentrickfilm der Regisseure Ted Berman und Richard Rich aus dem Jahr 1981. Der Film ist der 24. abendfüllende Disney-Zeichentrick-Kinofilm und erzählt die Geschichte der Freundschaft zwischen einem Fuchs namens Cap und einem Hund namens Capper. Er basiert auf dem Roman Fuchsspur – Geschichte einer Feindschaft (Originaltitel: The Fox and the Hound) von Daniel P. Mannix. 2006 erschien die Fortsetzung Cap und Capper 2 – Hier spielt die Musik, die direkt für den Video- bzw. DVD-Markt produziert wurde. Dieser spielt in der Kindheit der beiden Hauptfiguren.

## Handlung
Als Jäger im Wald unterwegs sind, bringt ein Fuchs-Weibchen seinen einzigen Welpen auf die Farm der alten Witwe Tweed, wo es sicher ist, bevor sie selbst dem Gewehr eines Jägers zum Opfer fällt. Die Eule Big Mama, die alles schockiert beobachtet hat, kümmert sich großmütterlich um den Waisen, kann ihn aber nicht bei sich aufnehmen. Auf ihre Bitte hin machen die zwei tollpatschigen Vögel Dinky und Boomer Witwe Tweed auf den kleinen Fuchs aufmerksam. Sie nennt ihn Cap und adoptiert ihn.
Einige Zeit vergeht und Cap ist schließlich ein lebenslustiger kleiner Fuchs-Junge. Etwa zur selben Zeit holt sich der Jäger Amos Slade, Tweeds Nachbar, den kleinen Jagdhund Capper, den er ausbilden will, da sein bisheriger Hund Chef langsam aber sicher in die Jahre kommt. Chef soll Cappers Lehrer sein.
Cap und Capper lernen sich kennen und verstehen sich auf Anhieb super miteinander. Schon bald werden sie allerbeste Freunde. Doch ihre Freundschaft steht unter keinem guten Stern, da Capper zum Jagdhund ausgebildet werden soll und Cap somit künftig zu seiner Beute zählen wird. Zudem können sich Amos Slade und Witwe Tweed nicht leiden.
Als Cap und Capper Chef versehentlich aufwecken, jagt Chef Cap über den Hof, was Slade zu dessen Todfeind macht. Nachdem Cap dem Jäger, auf dessen Farm er sich rumgetrieben hat, entkommen ist, streitet dieser sich mit Tweed und will den Fuchs nun erschießen. Als die Jagd-Saison beginnt, fährt Slade mit seinen Hunden in den Wald, einerseits zur Jagd, andererseits, um Capper auszubilden. Cap und Capper fällt der Abschied beiderseits sehr schwer. Big Mama tröstet Cap und erklärt ihm, dass Capper als Jagdhund zurückkommen und andere töten wird. Aufgrund ihrer Freundschaft ist Cap sich jedoch sicher, dass Capper ihm nichts tun wird.
Wieder einige Monate später ist Cap ein erwachsener Fuchs. Eines Tages kommt Slade mit seinen Hunden zurück. Sein Fokus liegt nun auf Capper, der inzwischen sogar ein besserer Jagdhund ist als Chef, der nicht mehr der jüngste ist. Chef ist eifersüchtig, doch Slade erklärt ihm, dass Capper zwar besser jagt, er aber trotzdem nicht abgeschrieben ist. Cap bekommt dies mit und besucht Capper des nachts. Capper freut sich sehr über das Wiedersehen, ist aber der Meinung, die Zeit ihrer Freundschaft sei vorbei, da er jetzt ein Jagdhund ist. Er rät Cap, abzuhauen, bevor Chef aufwacht. Genau das passiert jedoch und Cap muss erneut fliehen. Slade nimmt mit Capper und Chef die Verfolgung auf.
Cap versteckt sich und wird von Capper entdeckt, der ihn jedoch aufgrund ihrer einstigen Freundschaft laufen lässt. Cap flüchtet, verfolgt von Chef, auf eine Eisenbahnbrücke. Dort kommt es zur Katastrophe: ein Zug überquert die Brücke und erfasst Chef, der, schwer verletzt, hinunter stürzt. Capper gibt sich die Schuld daran und schwört Cap, ihn zu töten. Witwe Tweed, die zwischenzeitlich die Jagd bemerkt hat, sucht nach Cap und ist erleichtert, als sie ihn unversehrt im Wald findet. Sie nimmt ihn mit nach Hause, doch Slade steht, rasend vor Wut, bald vor ihrer Haustür und verlangt Caps Herausgabe, da Chef durch ihn beinah gestorben wäre. Tweed wimmelt ihn aber entschieden ab. Sie erkennt, dass sie nicht mehr für Cap sorgen kann und um ihn vor dem Jäger zu schützen bringt sie ihn in ein Naturschutzgebiet, was ihr sehr schwerfällt. 
Cap lebt sich, in Anwesenheit von Big Mama, Dinky und Boomer, mit der Zeit dort ein und findet in der schönen Füchsin Trixie seine große Liebe. Beide werden ein Paar. Doch auch dort ist Cap nicht sicher. Slade missachtet das Jagdverbot und legt Fallen für Cap aus. Cap und Trixie können den Fallen ausweichen und es kommt zur Auseinandersetzung zwischen Cap und Capper, bei der es Cap gelingt, Capper durch einen Biss Schmerzen zuzufügen, was diesen kurzzeitig aufhält, sodass er mit Trixie fliehen kann.
Sie fliehen in den Bau, müssen diesen aber verlassen, als Capper nach ihnen gräbt und Slade ein Feuer legt. Sie gelangen hinaus und fliehen. Doch dann wird Amos Slade vom Jäger zum Gejagten, als durch die Jagd ein riesiger Bär aufgeschreckt wird und Slade angreift, der versehentlich in eine seiner Fallen tritt und sein Gewehr nicht erreichen kann. Capper versucht, seinem Herrchen zu helfen, hat aber gegen das riesige Tier keine Chance. Cap und Trixie bekommen es mit. Da er seinen einstigen Freund nicht sterben lassen will, kehrt Cap um, rettet Cappers Leben und greift den Bären an.
Er lockt diesen auf einen Baumstamm, der sich vor einem Wasserfall befindet. Der Bär zerschlägt versehentlich den Baumstamm und beide fallen den Wasserfall hinab, wobei Cap überlebt, der Bär jedoch zu Tode kommt. Capper findet den geschwächten Cap und hält Slade davon ab, ihn zu erschießen, da Cap ihn zuvor gerettet hat. Cap und Capper können trotzdem aufgrund der Jäger-Beute-Beziehung keine Freunde mehr sein. Da sie aber erkannt haben, dass Freundschaft stärker sein kann als äußere Zwänge, versöhnen sie sich wieder und verabschieden sich im Guten voneinander. Witwe Tweed verarztet Slades verletztes Bein und ihr Verhältnis zueinander bessert sich sehr, was Capper und Chef, dem es auch wieder besser geht, beobachten. Cap wirft zufrieden einen letzten Blick auf Capper, bevor er zusammen mit Trixie wieder seiner Wege geht.

## Synchronisation
Die Deutsche Synchronisation gab der Berliner Synchron in Berlin in Auftrag. Heinrich Riethmüller schrieb das Dialogbuch, führte die Dialogregie und übersetzte die Liedertexte ins Deutsche.
| Rolle          | Originalsprecher | Deutscher Sprecher |
| -------------- | ---------------- | ------------------ |
| Cap            | Mickey Rooney    | Thomas Danneberg   |
| Capper         | Kurt Russell     | Randolf Kronberg   |
| junger Cap     | Keith Coogan     | Markus Johannsen   |
| junger Capper  | Corey Feldman    | Oliver Redsch      |
| Amos Slade     | Jack Albertson   | Benno Hoffmann     |
| Big Mama       | Pearl Bailey     | Beate Hasenau      |
| Boomer         | Paul Winchell    | Joachim Kemmer     |
| Chef           | Pat Buttram      | Wolfgang Völz      |
| Dachs          | John McIntire    | Harry Wüstenhagen  |
| Dinky          | Dick Bakalyan    | Frank Glaubrecht   |
| Trixie         | Sandy Duncan     | Susanne Tremper    |
| Tweed          | Jeanette Nolan   | Brigitte Mira      |
| Stachelschwein | John Fiedler     | Dieter Kursawe     |

## Produktionsnotizen
- Die Produktion begann schon im Jahr 1977, verzögerte sich jedoch, da Zeichner aus dem Disney-Team wechselten.
- Der Film besteht aus rund 360.000 Zeichnungen, 110.000 Folien und 1.100 Hintergrundbildern.
- Das Budget des Films betrug rund 12 Millionen US-Dollar. Der Film spielte in den Kinos der USA 39,9 Millionen US-Dollar ein.[2]
- Das Video gilt in den USA als bestes Kindervideo 1994.
- In der US-amerikanischen Originalfassung haben Cap und Capper andere Namen. Cap heißt Tod und Capper heißt Copper.
- Für die deutsche Videoveröffentlichung 1995 mussten einige Sprecher erneut in das Studio. Der Name Vixie wurde gegen Trixie ausgetauscht, um Assoziationen zu vermeiden, wobei sich der eigentliche Name auf vixen, englisch schlicht für Füchsin bezog. Bei der DVD-Erstveröffentlichung 2001 kam jedoch wieder irrtümlicherweise Vixie zum Einsatz. Die Blu-ray hat nun wieder die „passendere“ Fassung, nämlich die der VHS.

## Kritik
„Ein eher konventionell gestalteter Zeichentrickfilm […] In seiner Ruhe und Naturverbundenheit erinnert vieles in dem Film an ‚Bambi‘. Ein sympathischer, wenn auch weniger einprägsamer Film mit dem starken moralischen Aufruf zu mehr Verständnis, Friedfertigkeit und einsichtsvollem Miteinander.“

## Auszeichnungen
- 1982 erhielt der Film eine Nominierung für den Saturn Award als Bester Fantasy Film.
- Der Film erhielt 1982 in Deutschland die Goldene Leinwand.

## Veröffentlichungen
Super 8
- Cap und Capper (Ausschnittfassung) 30 Meter, Farbe (Fuji Acetat), Magnetton, englisch, Piccolo Film, 1982.
- Cap und Capper (Komplettfassung) 4 × 180 Meter (englische Fassung), 6 × 120 Meter (deutsche Fassung), Farbe, Magnetton, deutsch und englisch, Derann Films, London.

VHS
- Cap und Capper. Walt Disney Home Video. 1995.

DVD
- Cap und Capper. Buena Vista Home Entertainment. 2003.
- Cap und Capper. Walt Disney Studios Home Entertainment. 2012.
- Disney Classic: Cap und Capper. Walt Disney Studios Home Entertainment. 2017.

Blu-ray
- Cap und Capper. Walt Disney Studios Home Entertainment. 2012.
- Disney Classic: Cap und Capper. Walt Disney Studios Home Entertainment. 2017.